# یواس‌اس گریدلی (دی‌ال‌جی-۲۱)
یواس‌اس گریدلی (دی‌ال‌جی-۲۱) (به انگلیسی: USS Gridley (DLG-21)) یک کشتی بود که طول آن ۵۳۳ فوت (۱۶۲ متر) بود. این کشتی در سال ۱۹۶۱ ساخته شد.